# W. E. Drevlow
William Edward „W. E.“ Drevlow (* 23. Januar 1890 in Round Prairie, Todd County, Minnesota; † 20. August 1975 in Lewiston, Idaho) war ein US-amerikanischer Politiker. Zwischen 1959 und 1967 war er Vizegouverneur des Bundesstaates Idaho.
Über die Jugend und Schulausbildung von W. E. Drevlow ist nichts überliefert. Auch über seinen Werdegang jenseits der Politik geben die Quellen keinen Aufschluss. Er wurde in Minnesota geboren und kam zu einem unbekannten Zeitpunkt nach Idaho. Politisch wurde er Mitglied der Demokratischen Partei.
1958 wurde Drevlow an der Seite von Robert E. Smylie zum Vizegouverneur von Idaho gewählt. Dieses Amt bekleidete er zwischen dem 5. Januar 1959 und dem 2. Januar 1967. Dabei war er Stellvertreter des Gouverneurs und Vorsitzender des Staatssenats. Nach seiner Zeit als Vizegouverneur ist er politisch nicht mehr in Erscheinung getreten. Er starb am 20. August 1975 in Lewiston.